# Amanses
Amanses is een monotypisch geslacht van straalvinnige vissen uit de familie van vijlvissen (Monacanthidae). Het geslacht is voor het eerst wetenschappelijk beschreven in  1832-35 door Gray.

## Soort
- Amanses scopas (Cuvier, 1829)